# Arthrostemma ciliatum
Arthrostemma ciliatum là một loài thực vật có hoa trong họ Mua. Loài này được Pav. ex D. Don mô tả khoa học đầu tiên năm 1823.

## Hình ảnh

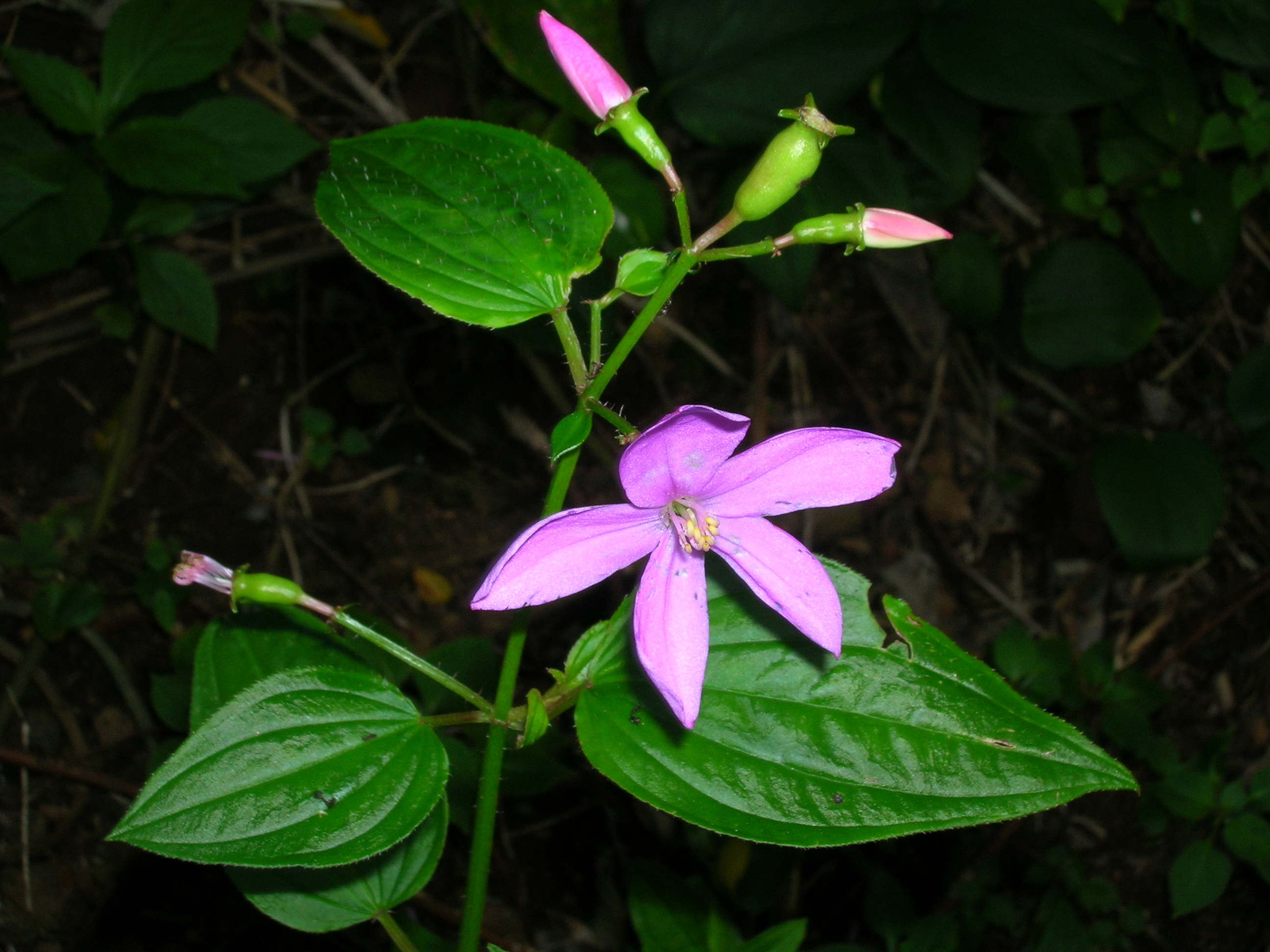
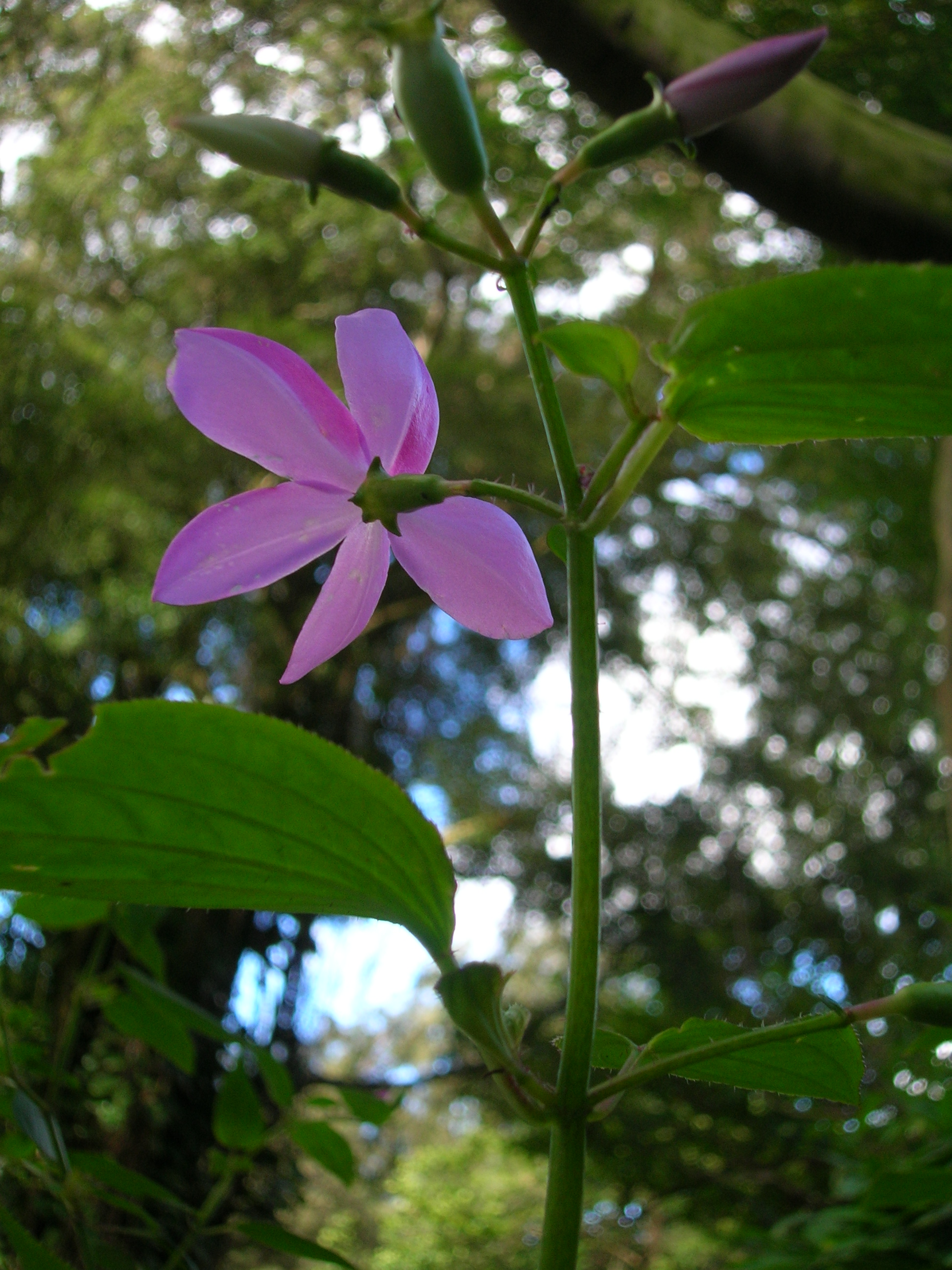
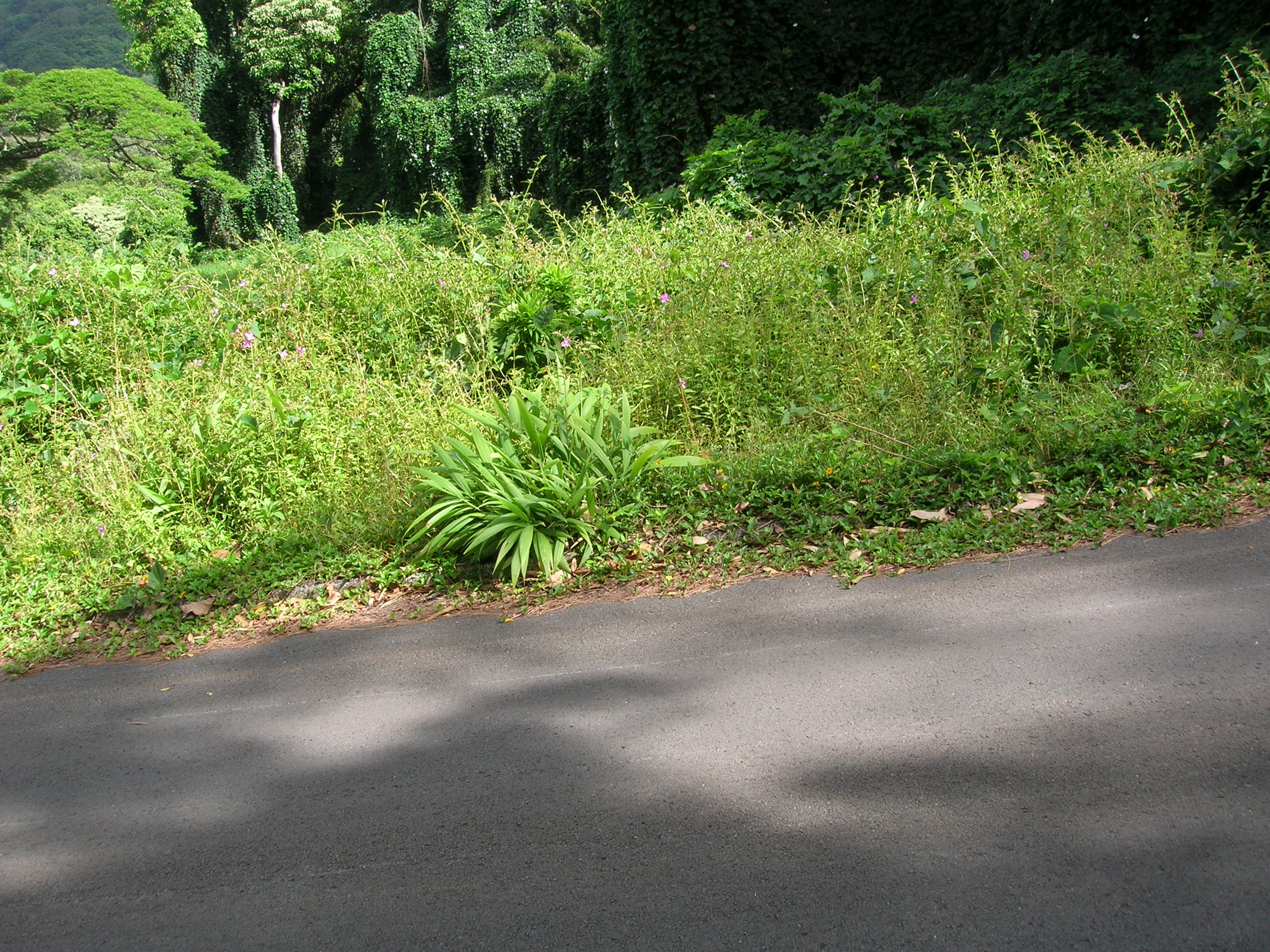